# Kalayaan (Palawan)
Kalayaan Islands è una municipalità di quinta classe delle Filippine, situata nella Provincia di Palawan, nella regione di Visayas Occidentale.
Kalayaan islands è formata da un solo baranggay chiamato Pag-asa (Pob.).